# Curt Werner
Curt Adolf Werner, född 22 februari 1905 i Eksta, Gotlands län, död 20 mars 1999, var en svensk byrådirektör.

## Biografi
Werner var son till folkskolläraren Adolf Werner och Linda Bäckström. Han tog studentexamen i Stockholm 1925, reservofficersexamen 1928 och juris kandidatexamen i Stockholm 1933. Werner blev kapten i kustartilleriets reserv 1941. Han gjorde sin tingstjänstgöring 1934–1936 och anställdes vid statskontoret 1937. Werner blev amanuens 1938, förste amanuens 1939, tillförordnad revisor 1942, extra ordinarie byråsekreterare 1945, förste byråsekreterare 1947 och var byrådirektör där från 1959.
Werner gifte sig 1939 med Wivi Nilsson (1906–1987). Werner avled 1999 och gravsattes på Norra begravningsplatsen i Stockholm.